# Klamydiabakterier
Klamydiabakterier (Chlamydia) är ett släkte av bakterier som är beroende av en värdcell. Klamydiainfektioner är ofta sexuellt överförda mellan människor, och den vanligaste orsaken till infektiös blindhet i världen.
Det finns tre klamydiaarter:
- Chlamydia trachomatis (ett mänskligt smittämne),
- Chlamydia suis (påverkar endast svin) och
- Chlamydia muridarum (påverkar endast möss och hamstrar).

Före 1999 ingick också arterna Chlamydophila pneumoniae och Chlamydophila psittaci i släket Chlamydia. Dessa har sedan flyttats till det Chlamydophila släktet.